# جيرمان غانون
جيرمان غانون هو لاعب هوكي جليد كندي، ولد في 9 ديسمبر 1942 في شيكوتيمي في كندا، وتوفي في 26 أكتوبر 2014.

## وصلات خارجية
- جيرمان غانون على موقع دوري الهوكي الوطني (الإنجليزية)
- جيرمان غانون على موقع قاعة مشاهير الهوكي (لاعب أن.إتش.أل) (الإنجليزية)
- جيرمان غانون على موقع EliteProspects.com (الإنجليزية)
- جيرمان غانون على موقع HockeyDB.com (الإنجليزية)
- جيرمان غانون على موقع Hockey-Reference.com (الإنجليزية)